# Planet Waves
Planet Waves is het 14e studioalbum van Bob Dylan. Het kwam uit in januari 1974 als het eerste album dat hij na zijn breuk met Columbia Records uitbracht op Asylum Records. Dylan wordt op het album begeleid door The Band, de groep waarmee hij al in de jaren 1965-1968 intensief had samengewerkt..
Na Dylans breuk met Columbia wist David Geffen, de oprichter van Asylum, via Robbie Robertson Dylan over te halen tot een contract voor een studio-LP en een concerttour ter promotie, gekoppeld met een live-album Before the Flood.
Volgens de hoes bevat Planet Waves (in Dylans handschrift) "Cast-iron songs & torch ballads" ("gietijzeren liedjes en sentimentele ballades").

## De opnamen
De opnamen vonden plaats in de Village Studios in Los Angeles in de periode van 2 tot en met 9 november 1973. Omdat Dylan, in tegenstelling tot Fraboni, niet helemaal tevreden was, volgde nog een extra opnamesessie op 14 november. 

## De makers

### Muziek
- Bob Dylan – zang, gitaar, piano, mondharmonica
- Rick Danko – basgitaar, fiddle
- Levon Helm – drums, mandoline
- Garth Hudson – Lowrey-orgel, accordeon
- Richard Manuel – piano, drums
- Robbie Robertson – gitaar
- Ken Lauber – conga (Forever Young, snelle versie)

Op Planet Waves is The Band alleen instrumentaal actief, hoewel Danko, Helm en Manuel ook zangers waren met karakteristieke stemmen. Alle achtergrondzang kwam tot stand door overdubs van Bob Dylan zelf.

### Techniek
- Rob Fraboni – muziekproducent, opnametechnicus
- Nat Jeffery – assistent-technicus
- Robbie Robertson – speciaal assistent-producent

### Vormgeving
- Bob Dylan, hoesontwerp
- David Gahr, Joel Bernstein – fotografie

## De nummers

### LP kant A
1. On a Night Like This (2:58) – met Garth Hudson op accordeon.
2. Going, Going, Gone (3:27) – de titel is de tekst bij de hamerklap van de veilingmeester en suggereert een definitief einde of afscheid. Robertson gebruikt een flangerpedaal voor een zwevend effect.
3. Tough Mama (4:17) – lied over het kunstenaarschap, de mama is Dylans muze.
4. Hazel (2:50) – bluesrock over Dylans tienerjaren.
5. Something There Is About You (4:45) – eveneens over Dylans jeugd.
6. Forever Young (4:57) – langzame versie van een kinderliedje dat Dylan voor een van zijn zonen schreef.

### LP kant B
1. Forever Young (2:49) – snelle versie
2. Dirge (5:36) – klaagzang met een happy ending
3. You Angel You (2:54) – vrolijk popliedje
4. Never Say Goodbye (2:54) – over de liefde en over Dylans jeugd.
5. Wedding Song (4:42) – bruidslied over zijn echtgenote Sara, met wie zijn relatie begon te haperen.

Wedding Song verving het oorspronkelijk opgenomen slotnummer Nobody 'Cept You, waarover Dylan niet tevreden was. Een van de opgenomen versies verscheen uiteindelijk in 1991 op het 'officiële' bootlegalbum The bootleg series volumes 1-3 [rare & unreleased] 1961–1991.

## Albumhoes
De albumhoes is een ontwerp van Dylan zelf, met op de voorkant een potloodtekening en op de achterkant een lang warrig essay. Op de Amerikaanse uitgave ontbreekt op de voorkant een artiestennaam, in Nederland werd een sticker met Bob Dylan in rode letters op de hoes geplakt. De naam van Richard Manuel, de man aan de toetsen, is met een woordspeling gespeld als Richard Manual.

## Hitnoteringen
Het album bereikte nummer 1 op de Billboard 200, en nummer 7 op zowel de UK Albums Chart als in Nederland.

## Columbia
Bij wijze van 'wraak' na de breuk met Dylan bracht Columbia, buiten hem om, in november 1973 een album op de markt met de titel Dylan, gevuld met covers die afgekeurd waren voor de albums Self Portrait en New Morning. In artistiek opzicht behaalde dit album volgens critici lang niet het niveau van het gelijktijdige Planet Waves.